# Betânia do Piauí
Betânia do Piauí là một đô thị thuộc bang Piauí, Brasil. Đô thị này có diện tích 1092,305 km², dân số năm 2007 là 9333 người, mật độ 8,54 người/km².